# Panzergranate 39

Disegno in sezione di 7,5 cm Pzgr. 39. 1: spoletta; 2: tracciante; 3:corona di forzamento; 4: carica esplosiva; 5: penetratore; 6: capsula in metallo morbido; 7: cappuccio balistico

Il Panzergranate 39 o Pzgr. 39 era un proiettile perforante tedesco utilizzato durante la seconda guerra mondiale. Fu prodotto in vari calibri ed era il proiettile anticarro più comunemente utilizzato nei carri armati tedeschi (in tedesco: Kampfwagenkanone; abbreviato in KwK ) e nei pezzi di Artiglieria controcarri (in tedesco: Panzerabwehrkanone; abbreviato in PaK ), dal calibro 37mm all'88mm.

## Struttura
IL Pzgr. 39 era un proiettile di tipo APCBC -HE-T: era costituito da un corpo perforante in acciaio (AP) con una capsula più morbida (C) per aumentare le prestazioni contro le corazze inclinate e ridurre le probabilità di un rimbalzo, una capsula balistica (BC) per migliorare l'aerodinamicità, un riempitivo ad alto esplosivo (HE) e un'unità tracciante (T) incorporata nella spoletta di base. Il PETN flemmatizzato o l'RDX erano comuni come riempimento esplosivo. Ogive di Pzgr. 39 dello stesso calibro potevano, in alcuni casi, essere installate su diversi bossoli. Ad esempio, il cannone anticarro Pak 40 L/46 da 7,5 cm e il cannone da carro armato KwK 40 L/48 da 7,5 cm sparavano lo stesso proiettile, nonostante avessero bossoli completamente diversi.
Furono realizzate diverse versioni del proiettile, ma le modifiche tra un modello e l'altro erano minori. Ad esempio, nell'88 mm Pzgr. 39-1 la qualità dell'acciaio è stata migliorata, riducendo le fratture da stress che si verificano nel proietto durante la penetrazione della corazza. Il 75 mm Pzgr. 39/42 dei cannoni KwK 42 e Pak 42 avevano due corone di forzamento invece di una. Nel Pzgr. 39/43 dei cannoni Kwk43 e Pak43 da 88mm, riscontrabile in veicoli come il Panzer VI Tiger II e il cacciacarri Jagdpanzer V Jagdpanther le corone erano più larghe di quelle del Pzgr. 39-1. Questa espansione fu attuata a causa della maggiore pressione dei gas in espansione al momento dello sparo, nettamente superiore rispetto a quella generata in altre bocche da fuoco dello stesso calibro come il 8,8 cm KwK 36 installato sul Panzer VI Tiger I. L'abbreviazione 'FES', presente su molte Pzgr. 39 indicano la presenza di corone di forzamento in ferro sinterizzato.

## Dati tecnici - 75mm Pzgr. 39 FES
- Peso, completo di spoletta: 6,8 kg (15 lb)
- Riempitivo esplosivo: 18 g (0,63 oz) di RDX e cera (90/10)
- Propellente: 2,4 kg (5,3 lb)[1]
- Numero di corone di forzamento: 1
- Materiale della corona: ferro sinterizzato
- Diametro alla corona: 77,4 mm (3,05 in)
- Diametro del corpo penetrante: 74,5 mm (2,93 in)
- Spoletta: Bd. Z.5103
  - Tipo: spoletta di base
  - Peso con unità tracciante: 107 g (3,8 oz)
  - Tempo di combustione del tracciante: 2 secondi